# Bangui

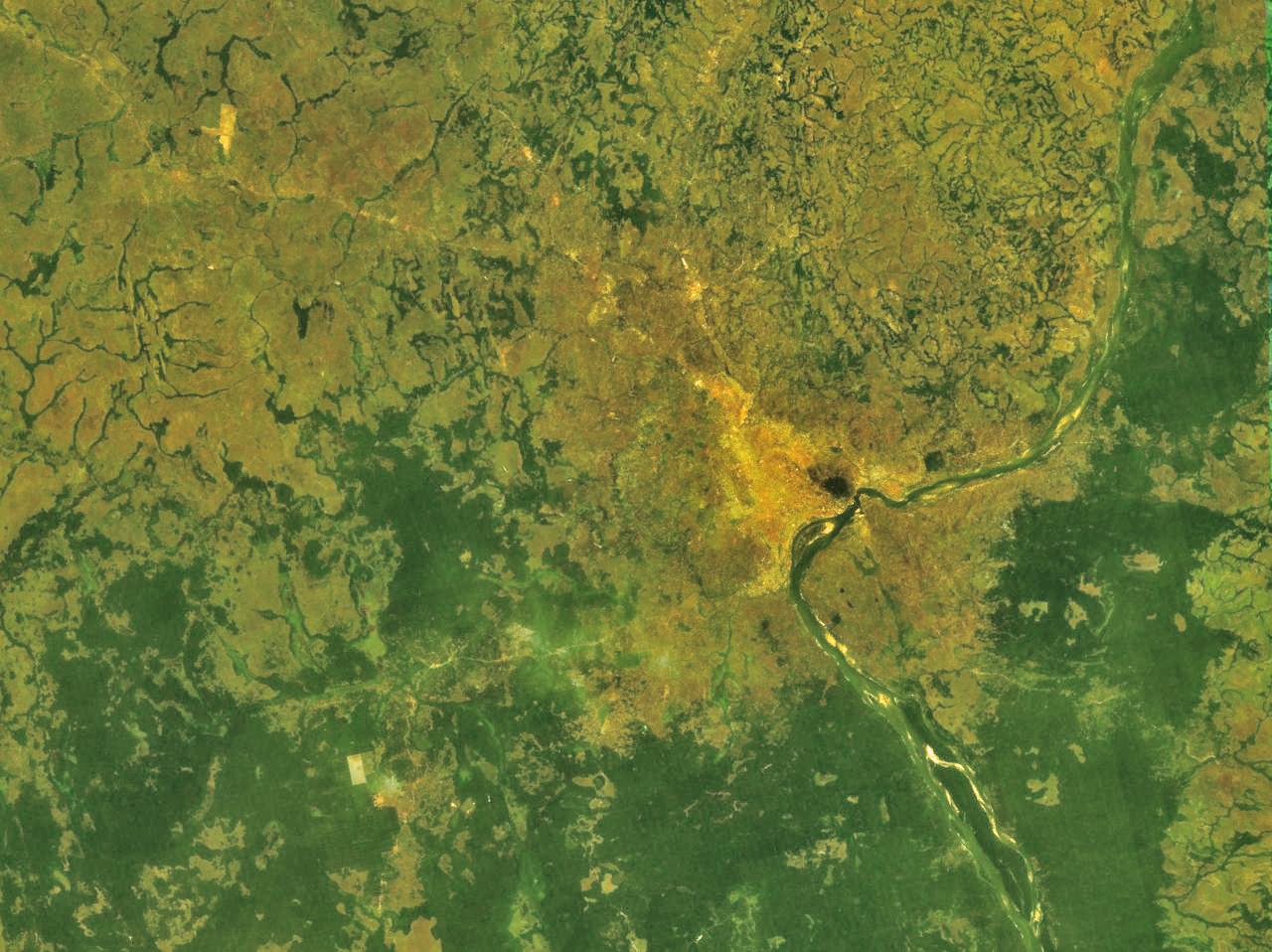
Bangui műholdfelvételen

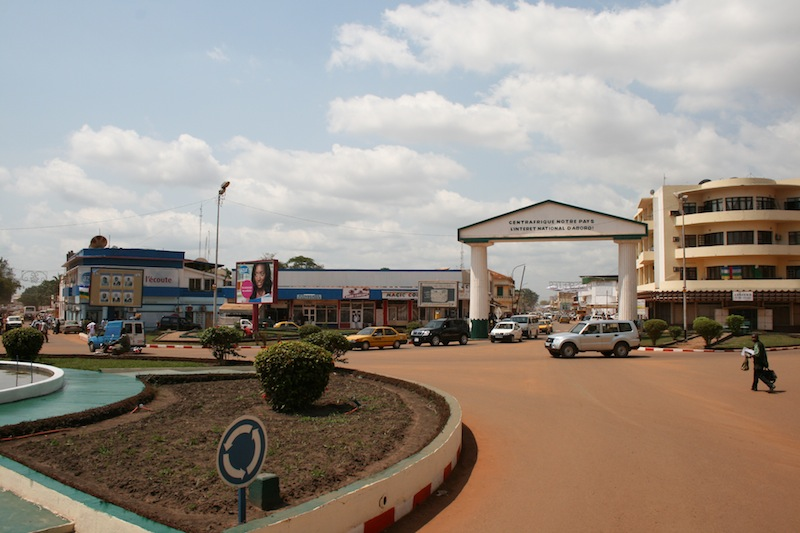
Bangui egy utcaképe

Bangui a Közép-afrikai Köztársaság fővárosa.

## Földrajz
Bangui a Közép-afrikai Köztársaság déli részén, az Ubangi folyó partján helyezkedik el. A főváros erdős dombvidéken, átlagosan 380 méter tengerszint feletti magasságban fekszik.

### Éghajlat
Klímája átmeneti jellegű: sajátos keveréke az egyenlítői és a szavanna éghajlatnak.
A legforróbb hónap a március 27,5 Celsius-fok átlaghőmérsékletével, míg a legenyhébb a június, 25 Celsius-fokos átlagával. A két érték közötti eltérés minimális. Az évi 1570 mm csapadék több mint 90%-a az áprilistól novemberig tartó fülledt, esős évszakban hull le. A rövid száraz évszakban is hull valamennyi csapadék, havi eloszlásban néhány trópusi zápor előfordul.
| Hónap                         | Jan. | Feb. | Már. | Ápr. | Máj. | Jún. | Júl. | Aug. | Szep. | Okt. | Nov. | Dec. | Év   |
| ----------------------------- | ---- | ---- | ---- | ---- | ---- | ---- | ---- | ---- | ----- | ---- | ---- | ---- | ---- |
| Átlagos max. hőmérséklet (°C) | 32,0 | 34,0 | 33,0 | 33,0 | 32,0 | 31,0 | 29,0 | 29,0 | 31,0  | 31,0 | 31,0 | 32,0 | 31,5 |
| Átlagos min. hőmérséklet (°C) | 20,0 | 21,0 | 22,0 | 22,0 | 21,0 | 21,0 | 21,0 | 21,0 | 21,0  | 21,0 | 20,0 | 19,0 | 20,8 |
| Átl. csapadékmennyiség (mm)   | 25   | 43   | 127  | 135  | 188  | 114  | 226  | 206  | 150   | 201  | 125  | 5    | 1545 |
| Havi napsütéses órák száma    | 217  | 196  | 186  | 180  | 186  | 180  | 124  | 124  | 150   | 155  | 180  | 217  | 2095 |
| Forrás: BBC Weather           |      |      |      |      |      |      |      |      |       |      |      |      |      |

## Történelem
A gyarmatosítás korában Egyenlítői Afrikán a belgák és a franciák osztoztak. A Közép-afrikai Köztársaság területét 1890 és 1894 között a franciák foglalták el. 1889-ben alapították a várost, amely a franciák gyarmatának egyik központja lett. A nevét az Ubangi folyó sellőinek helyi elnevezéséből (bangui=zuhogók) kapta. Mint katonai őrhely a francia gyarmatosítók fontos állomása volt, majd 1910-től a Francia Egyenlítői-Afrikához tartozó Ubangi-Sári (Oubangui-Chari) gyarmat székhelye lett.
1960-ban a Közép-afrikai Köztársaság fővárosa lett. 1976 és 1979 között a Bokassa nevével összeforrt Közép-afrikai Császárság fővárosa volt. Bokassa túlköltekezéséről hírhedtté vált koronázási ceremóniát tartatott Banguiban 1977. december 4-én (ezen a napon volt Bonaparte Napóleon megkoronázásának az évfordulója is). A városban 1976 és 1977 között nagyszabású felújítások, építkezések, útépítések és fejlesztések voltak az infrastruktúrában, hogy felkészítsék Banguit a nagyszabású eseményre. Mivel a pazarló ünnepség tönkretette az országot és a válságból nehezen lábalt ki Közép-Afrika, azóta sem voltak olyan méretű fejlesztések a Banguiban, mint Bokassa rövid regnálása idején.

## Gazdaság
A város az ország gazdasági központja, itt összpontosul az ipar, mely főleg a mezőgazdaság termékeit dolgozza fel. Ipara szerény, legnagyobbrészt csak textíliák, növényi olajok előállítására szorítkozik. A mindennapi használati tárgyak, szőttesek, dísztárgyak a kézművesek munkáját dicsérik.

## Közlekedés
A város fontos kikötő, mely a Csád Köztársaság külkereskedelmi forgalmát is lebonyolítja. Saját nemzetközi repülőtere van, a Bangui M’Poko nemzetközi repülőtér (IATA: BGF, ICAO: FEFF). Az országot felkereső külföldiek a városközponttól pár kilométerre fekvő repülőtéren át lépnek be az országba. Zömük az innen induló szafarik miatt tölt néhány napot a minden igényt kielégítő modern szállodákban.

## Oktatás
A legfontosabb felsőoktatási intézmény a Bangui Egyetem.

## Népesség
Bangui lakosságának nagy részét az ország déli vidékeit benépesítő bantu ngalák teszik ki; rajtuk kívül megtelepedtek még szudáni négerek (bandák, baják, mandják) is. Az itt élő franciák száma is néhány ezerre tehető.

## Politika
A város a Közép-afrikai Köztársaság fővárosa, s egyben politikai központja is. Itt található a parlament, a minisztériumok, az elnöki rezidencia, a rendőrség központja.

## A város szülöttei
- Jean-Bédel Bokassa, elnök és császár
- Élie Doté, miniszterelnök
- André Kolingba, államfő